# Anomaloglossus megacephalus
Anomaloglossus megacephalus Kok, MacCulloch, Lathrop, Willaert & Bossuyt, 2010 è un anfibio anuro, appartenente alla famiglia degli Aromobatidi.

## Etimologia
L'epiteto specifico, dal greco mega (grande) e cephalus (testa), si riferisce alla grande testa della specie.

## Distribuzione e habitat
È endemica della sierra de Pacaraima in Guyana. Si trova a 1060 m di altitudine sul Tepuy Maringma e a 1490 metri di altitudine sul Monte Ayanganna. Potrebbe essere presente anche nel confinante Venezuela.

## Tassonomia
Era confusa con la specie A. tepuyensis prima di essere descritta come specie a sé stante.